# Region Große Seen (Little League Baseball World Series)
Die Region Große Seen ist eine von zehn Regionen in den Vereinigten Staaten, welche Teilnehmer zur Little League World Series (LLWS), dem größten Baseball-Turnier für Jugendliche, entsendet. Die Region Große Seen nimmt schon seit 1957 an diesem Turnier teil, damals noch unter der Bezeichnung Region Zentral. Als sich 2001 das Teilnehmerfeld verdoppelte, wurde die Region Zentral in die Regionen Große Seen und Mittlerer Westen aufgeteilt.

## Teilnehmende Staaten

Teilnehmer der Region Große Seen

Die teilnehmenden Staaten an der Little League World Series Region Große Seen stimmen nicht mit dem traditionellen Begriff der  Region Große Seen überein. Zum einen bezieht sich die LLWS-Region ausschließlich auf US-Bundesstaaten und schließt die kanadische Provinz Ontario aus. Diese spielt mit den anderen kanadischen Provinzen in der  Region Kanada. Zum anderen sind nicht alle an die Großen Seen grenzenden US-Staaten Teil der LLWS-Region. So spielt der Bundesstaat New York in der Metropolen Region, Pennsylvania in der Region Mittelatlantik und Minnesota in der Region Mittlerer Westen.
Derzeit spielen die folgenden fünf US-Bundesstaaten in der Region Große Seen:
- Illinois
- Indiana
- Michigan
- Ohio
- Kentucky

Obwohl Kentucky, an keinen der Großen Seen grenzt, ist der US-Staat in dieser LLWS-Region enthalten.
Bis zur Little League World Series 2021 war Wisconsin ebenfalls Teil dieser Region, zog jedoch im Jahr 2019 zeitgleich mit der Erweiterung der LLWS, von 16 zu 20 Mannschaften, in die
Region Mittlerer Westen um. Diese Erweiterung war eigentlich schon für das Jahr 2021 geplant, wurde aber durch die COVID-19-Pandemie auf das Folgejahr verschoben.

## Regionale Meisterschaften
Teams qualifizieren sich über Turniere in den einzelnen Staaten für die Teilnahme an den regionalen Meisterschaften. Der Sieger dieser qualifiziert sich für die Little League World Series. Die jeweiligen Gewinnermannschaften der regionalen Meisterschaften sind in Grün markiert.

### 2001–2021
| 2001 | Lansing East LL Lansing                       | Brownsburg LL Brownsburg                          | Owensboro Southern LL Owensboro               | Roosevelt Park LL Roosevelt Park                  | Fairborn American LL Fairborn                 | Appleton Kiwanis LL Appleton                  |                                               |                                               |
| 2002 | Bradley-Bourbonnais American LL Bourbonnais   | Brownsburg LL Brownsburg                          | Valley Sports LL Louisville                   | Grosse Pointe Farms-City LL Grosse Pointe Farms   | West Side American LL Hamilton                | Merrill LL Merrill                            |                                               |                                               |
| 2003 | Moline National LL Moline                     | Brooklyn LL Anderson                              | Owensboro Southern LL Owensboro               | Midland Northeast LL Midland                      | Tallmadge LL Tallmadge                        | Wausau Western LL Wausau                      |                                               |                                               |
| 2004 | Mundelein National LL Mundelein               | Highland LL Highland                              | Owensboro Southern LL Owensboro               | Western LL Grand Rapids                           | West Side LL Hamilton                         | Appleton Einstein LL Appleton                 |                                               |                                               |
| 2005 | Limestone LL Kankakee                         | Seymour LL Seymour                                | Owensboro Southern LL Owensboro               | Western LL Grand Rapids                           | Boardman Community East LL Boardman           | Lakeland National LL Bristol                  |                                               |                                               |
| 2006 | Lemont LL Lemont                              | New Castle LL New Castle                          | Owensboro Southern LL Owensboro               | Union Township Kids LL Mount Pleasant             | West Side LL Hamilton                         | Appleton Einstein LL Appleton                 |                                               |                                               |
| 2007 | Western Springs LL Western Springs            | New Albany LL New Albany                          | Warren County Southern LL Bowling Green       | Taylor Northwest LL Taylor                        | West Side LL Hamilton                         | Wausau Northern LL Wausau                     |                                               |                                               |
| 2008 | Jackie Robinson LL Chicago                    | Jeff/GRC LL Jeffersonville                        | Bowling Green Eastern LL Bowling Green        | Bay City Southwest LL Bay City                    | Mt. Vernon LL Mount Vernon                    | Appleton Einstein LL Appleton                 |                                               |                                               |
| 2009 | Jackie Robinson LL Chicago                    | Bartholomew County National LL Bartholomew County | Logan County/Russellville LL Russellville     | Grosse Pointe Farms-City LL Grosse Pointe Farms   | West Side LL Hamilton                         | West Madison American LL Madison              |                                               |                                               |
| 2010 | Moline National LL Moline                     | Terre Haute North LL Terre Haute                  | Owensboro Southern LL Owensboro               | Richmond LL Richmond                              | West Side LL Hamilton                         | Burlington LL Burlington                      |                                               |                                               |
| 2011 | Rock Falls LL Rock Falls                      | Golfmoor LL Evansville                            | North Oldham LL La Grange                     | Grosse Pointe Park LL Grosse Pointe Park          | West Side LL Hamilton                         | Burlington LL Burlington                      |                                               |                                               |
| 2012 | Streator LL Streator                          | New Castle LL New Castle                          | Warren County South LL Bowling Green          | North Saginaw Township LL Saginaw                 | Hamilton Westside LL Hamilton                 | Eau Claire National LL Eau Claire             |                                               |                                               |
| 2013 | Jackie Robinson West LL Chicago               | Hagerstown LL Hagerstown                          | Knox County LL Barbourville                   | Grosse Pointe Woods-Shores LL Grosse Pointe Woods | Hamilton Westside LL Hamilton                 | Burlington LL Burlington                      |                                               |                                               |
| 2014 | Jackie Robinson West LL Chicago               | New Albany LL New Albany                          | Warren County South LL Bowling Green          | Northeast LL Midland                              | Canfield LL Canfield                          | Burlington LL Burlington                      |                                               |                                               |
| 2015 | Olney LL Olney                                | New Albany LL New Albany                          | Bowling Green Eastern LL Bowling Green        | Bay City Southwest LL Bay City                    | West Side LL Hamilton                         | Burlington LL Burlington                      |                                               |                                               |
| 2016 | Streator LL Streator                          | Terre Haute North LL Terre Haute                  | Bowling Green Eastern LL Bowling Green        | Essexville-Hampton LL Essexville                  | West Side LL Hamilton                         | Kenosha American LL Kenosha                   |                                               |                                               |
| 2017 | Hinsdale LL Hinsdale                          | New Albany LL New Albany                          | Eastern LL Lexington                          | Grosse Pointe Woods-Shores LL Grosse Pointe Woods | Hamilton Westside LL Hamilton                 | Wausau National LL Wausau                     |                                               |                                               |
| 2018 | Tri-Cities LL West Dundee                     | New Albany LL New Albany                          | St. Matthews LL St. Matthews                  | Grosse Pointe Woods-Shores LL Grosse Pointe Woods | New Albany LL New Albany                      | Wausau National LL Wausau                     |                                               |                                               |
| 2019 | River Forest Youth LL River Forest            | Silver Creek LL Sellersburg                       | Bowling Green Eastern LL Bowling Green        | Bay City Northwest LL Bay City                    | West Side LL Hamilton                         | Glendale LL Glendale                          |                                               |                                               |
| 2020 | Nicht ausgetragen wegen der COVID-19-Pandemie | Nicht ausgetragen wegen der COVID-19-Pandemie     | Nicht ausgetragen wegen der COVID-19-Pandemie | Nicht ausgetragen wegen der COVID-19-Pandemie     | Nicht ausgetragen wegen der COVID-19-Pandemie | Nicht ausgetragen wegen der COVID-19-Pandemie | Nicht ausgetragen wegen der COVID-19-Pandemie | Nicht ausgetragen wegen der COVID-19-Pandemie |
| 2021 | Hinsdale LL Hinsdale                          | Brownsburg LL LL Brownsburg                       | Warren County South LL Bowling Green          | Taylor LL Taylor                                  | West Side LL 1 Hamilton                       | Elmbrook National LL Elm Grove/Brookfield     |                                               |                                               |

### Seit 2022
| Jahr | Illinois                            | Indiana                         | Kentucky                               | Michigan                                          | Ohio                     |
| ---- | ----------------------------------- | ------------------------------- | -------------------------------------- | ------------------------------------------------- | ------------------------ |
| 2022 | Hinsdale LL Hinsdale                | Hagerstown LL Hagerstown        | North Laurel LL London                 | Grosse Pointe Woods-Shores LL Grosse Pointe Woods | West Side LL Hamilton    |
| 2023 | Elmhurst Youth Baseball LL Elmhurst | Bedford LL Bedford              | Lexington Eastern LL Lexington         | Midland Northeast LL Midland                      | New Albany LL New Albany |
| 2024 | Hinsdale LL Hinsdale                | Jasper Youth Baseball LL Jasper | Bowling Green Eastern LL Bowling Green | Tecumseh Area LL Tecumseh                         | West Side LL Hamilton    |

## Resultate bei den Little League World Series

### Nach Jahr
| Jahr   | Mannschaft                                    | Stadt                                         | Klassierung                                   | W-L                                           |
| ------ | --------------------------------------------- | --------------------------------------------- | --------------------------------------------- | --------------------------------------------- |
| 2001   | Brownsburg LL                                 | Brownsburg                                    | US Halbfinale                                 | 3–1                                           |
| 2002   | Valley Sports American LL                     | Louisville                                    | Weltmeister                                   | 6–0                                           |
| 2003   | Tallmadge LL                                  | Tallmadge                                     | Gruppenphase                                  | 1–2                                           |
| 2004   | Southern LL                                   | Owensboro                                     | Gruppenphase                                  | 1–2                                           |
| 2005   | Southern LL                                   | Owensboro                                     | Gruppenphase                                  | 0–3                                           |
| 2006   | Lemont LL                                     | Lemont                                        | US-Halbfinale                                 | 2–2                                           |
| 2007   | West Side LL                                  | Hamilton                                      | Gruppenphase                                  | 1–2                                           |
| 2008   | Jefferson/GRC American LL                     | Jeffersonville                                | Gruppenphase                                  | 0–3                                           |
| 2009   | Logan County/Russellville LL                  | Russellville                                  | Gruppenphase                                  | 0–3                                           |
| 2010   | West Side LL                                  | Hamilton                                      | Gruppenphase                                  | 1–2                                           |
| 2011   | North Oldham LL                               | La Grange                                     | Runde 2                                       | 1–2                                           |
| 2012   | New Castle LL                                 | New Castle                                    | Runde 2                                       | 1–2                                           |
| 2013   | Grosse Pointe Woods-Shores LL                 | Grosse Pointe Woods                           | Runde 1                                       | 0–3                                           |
| 2014   | New Albany LL a                               | Chicago                                       | -                                             | –                                             |
| 2015   | Bowling Green Eastern LL                      | Bowling Green                                 | Runde 3                                       | 2-2                                           |
| 2016   | Bowling Green Eastern LL                      | Bowling Green                                 | US-Halbfinale                                 | 2-2                                           |
| 2017   | Grosse Pointe Woods-Shores LL                 | Grosse Pointe Woods                           | Runde 1                                       | 1-2                                           |
| 2018   | Grosse Pointe Woods-Shores LL                 | Grosse Pointe Woods                           | Runde 3                                       | 2-2                                           |
| 2019   | Bowling Green Eastern LL                      | Bowling Green                                 | Runde 1                                       | 1-2                                           |
| 2020   | Nicht ausgetragen wegen der COVID-19-Pandemie | Nicht ausgetragen wegen der COVID-19-Pandemie | Nicht ausgetragen wegen der COVID-19-Pandemie | Nicht ausgetragen wegen der COVID-19-Pandemie |
| 2021 b | Taylor LL                                     | Taylor                                        | Weltmeister                                   | 5-1                                           |
| 2021 b | West Side LL                                  | Hamilton                                      | 2. Platz                                      | 4-2                                           |
| 2022   | Hagerstown LL                                 | Hagerstown                                    | Runde 3                                       | 1-2                                           |
| 2023   | New Albany LL                                 | New Albany                                    | Runde 1                                       | 0-2                                           |
| 2024   | Hinsdale LL                                   | Hinsdale                                      | Runde 2                                       | 0-2                                           |

 Stand nach den Little League World Series 2024

### Nach Staat
| Staat       | Große Seen Meisterschaften | W-L an den LLWS | %    |
| ----------- | -------------------------- | --------------- | ---- |
| Kentucky    | 8                          | 12-16           | .429 |
| Indiana     | 4                          | 5–8             | .385 |
| Michigan    | 4                          | 8-8             | .500 |
| Ohio        | 3                          | 8-10            | .444 |
| Illinois    | 1                          | 2–4             | .333 |
| Wisconsin 1 | 0                          | 0–0             | –    |
| Gesamt      | 23                         | 35-46           | .432 |

 Stand nach den Little League World Series 2024